# Mola de Godall
La Mola de Godall és una muntanya de 398 metres que es troba a la Serra de Godall, dins del municipi de Godall, a la comarca catalana del Montsià.
Al cim s'hi pot trobar un vèrtex geodèsic (referència 249161001).